# Ossuarium Jakuba

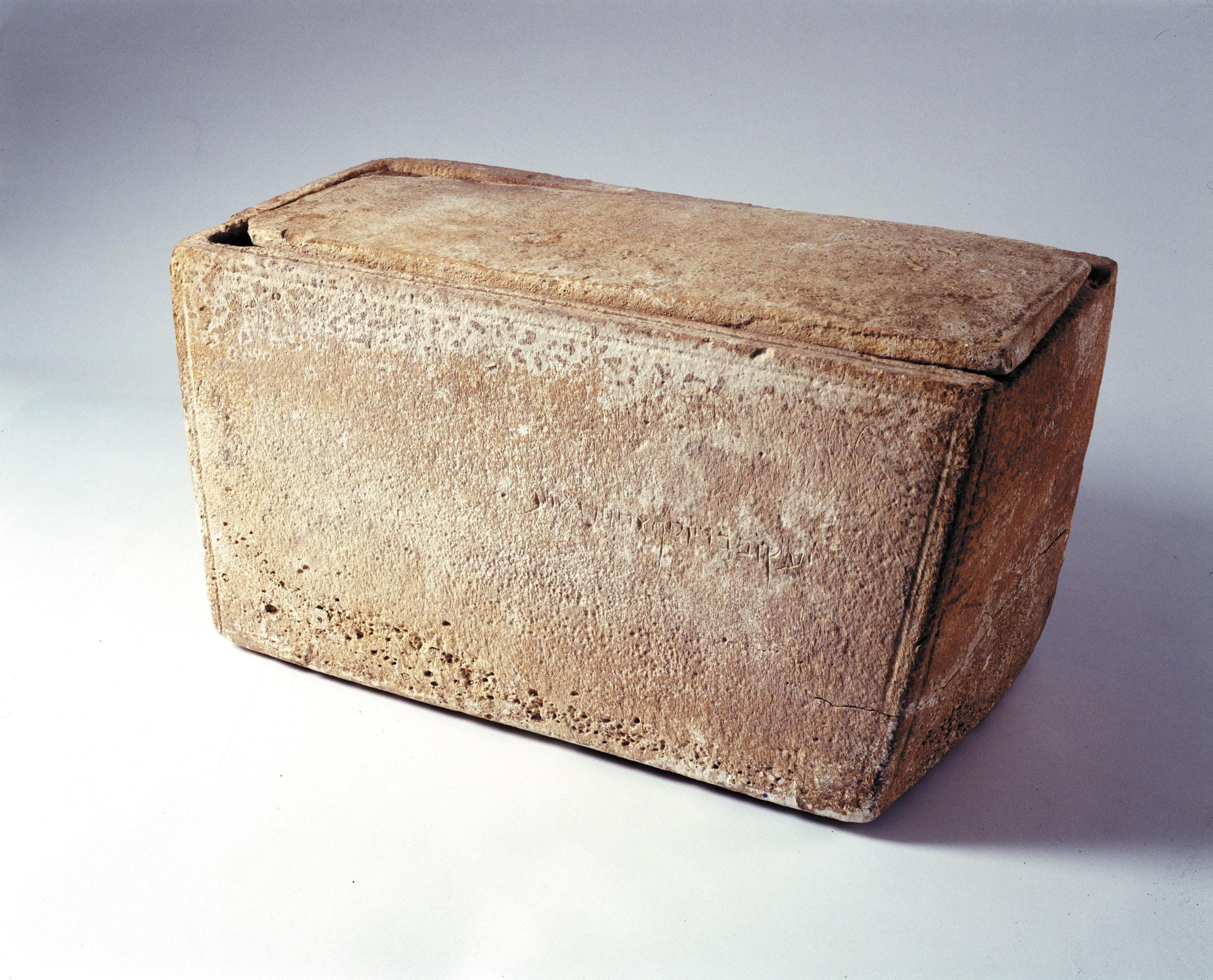
Ossuarium Jakuba

Ossuarium Jakuba (zwane też Ossuarium Świętego Jakuba lub Ossuarium Jakuba, syna Józefa, brata Jezusa) – kamienne ossuarium pochodzące z ok. 63 r. n.e. zawierające domniemane szczątki kostne Jakuba Sprawiedliwego, pierwszego biskupa Jerozolimy, członka rodziny Jezusa Chrystusa.

## Historia
Ossuarium Jakuba stało się znane jesienią 2002 roku, kiedy na łamach pisma „Biblical Archaeology Review” profesor z Sorbony André Lemaire – francuski epigrafik – opublikował artykuł o tym zabytku. Wraz z redaktorem naczelnym pisma Hershelem Shanksem stwierdził z całą pewnością, że jest to autentyczne ossuarium świętego Jakuba i potwierdza ono pokrewieństwo świętego z Jezusem Chrystusem.
Lemaire odkupił artefakt od Odeda Golana – inżyniera z Tel Awiwu i kolekcjonera antyków. Golan nie pamięta od kogo kupił przedmiot, jednak twierdzi, że znalezisko pochodzi z nekropolii Silwan, pod Jerozolimą. Fakt ten zgadzał by się z przypuszczalnym miejscem pochowania Jakuba Sprawiedliwego. Oded Golan dodatkowo oświadczył, że istnieją drobne kości, z których największy fragment ma około 2 cm średnicy, jednak nie udostępnił tych fragmentów do analizy DNA.
Odkrycie ossuarium wywołało zamieszanie wśród specjalistów i społeczności chrześcijan. W trakcie licznych międzynarodowych konferencji naukowych, część badaczy zaczęła podważać autentyczność urny. Izraelski Departament do spraw Starożytności powołał więc specjalną komisję do zbadania sprawy omawianego ossuarium, a także Steli Joasza. W składzie komisji znaleźli się: Yuval Goren z Uniwersytetu w Tel Avivie i geolog Avner Ayalon z Israel Antiquites Authority (IAA). Latem 2003 komisja opublikowała wyniki powtórnych analiz, stwierdzając, że oba zabytki są dobrze przygotowanymi falsyfikatami. W 2004 r. IAA jako oskarżyciel publiczny wytoczyła Odedowi Golanowi sprawę o fałszerstwo przed sądem okręgowym w Jerozolimie.

## Wygląd

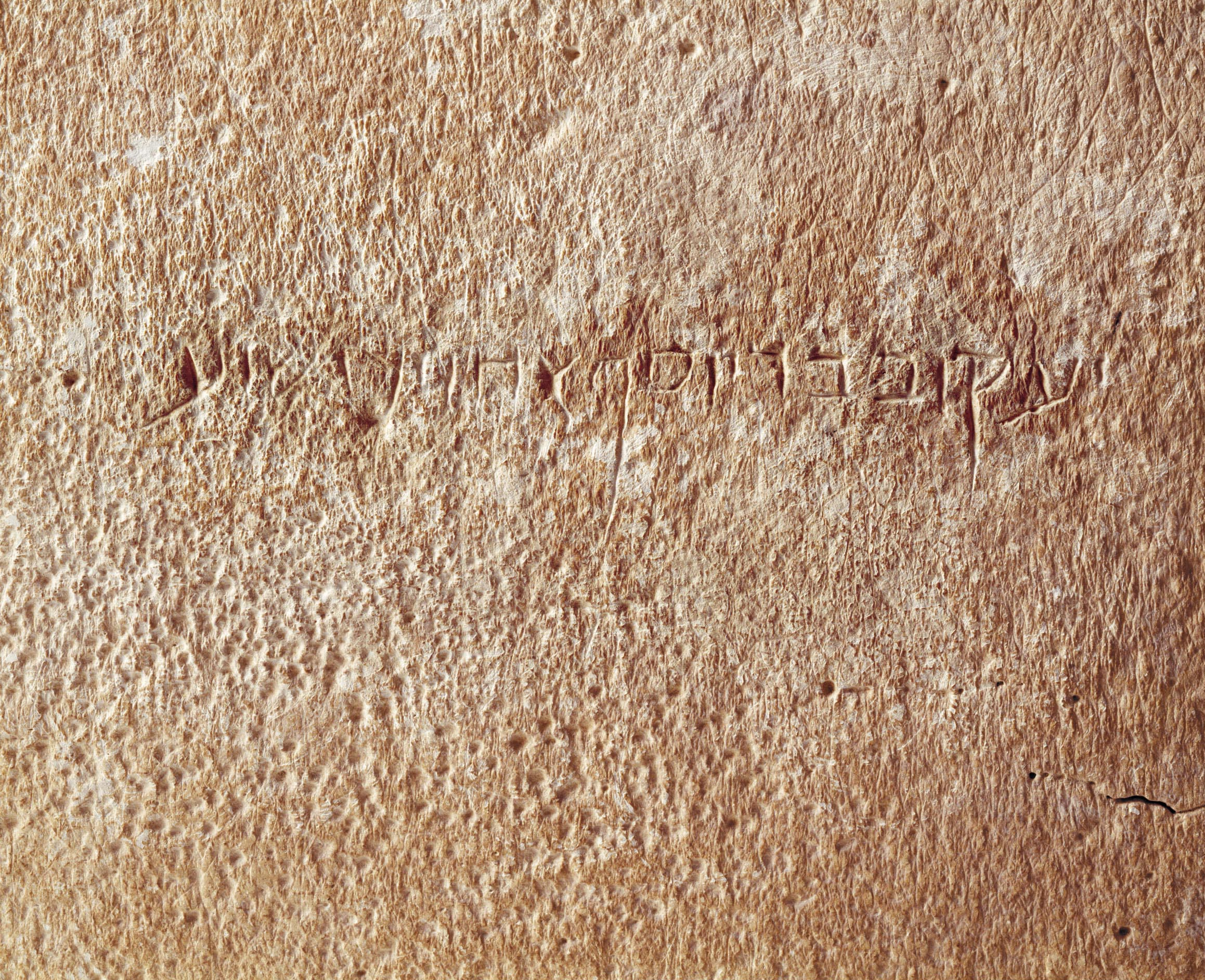
Inskrypcja „Jakub syn Józefa, brat Jezusa”

Przedmiot ma prostą budowę i jest skromnie zdobiony, co jest charakterystyczne dla mentalności pierwszych chrześcijan. Ossuarium wykonano z kredy osadowej, pochodzącej z Góry Skopus w Jerozolimie. Jego wymiary to 50 cm długości u podstawy, 56 cm długości przy górnej krawędzi, 25 cm szerokości i 30 cm wysokości. Na jednym z dłuższych boków znajdują się ozdobne rozety. Z drugiej strony ossuarium wyryto po aramejsku inskrypcję – יעקובבריוסףאחוידישוע znaczącą „Ya’akov bar Yosef akhui di Yeszua” („Jakub syn Józefa, brat Jezusa”). Litery wyryte są klasyczną aramejską kursywą, bez przerw pomiędzy wyrazami i przypominają inne napisy z okresu herodiańskiego.
Ten typ urny datowany jest na okres pomiędzy 20 a 70 rokiem n.e.

## Wątpliwości dotyczące autentyczności obiektu
Andre Lemaire datuje artefakt na 63 rok n.e. Opiera się przy tym na:
- budowie samego ossuarium, które jest zgodne ze szkołą Szammaja – jednego z ważniejszych rabbich tego okresu,
- analizie kursywy, która wyszła z użycia przed zwycięstwem Rzymian na Judeą w roku 70 n.e., a jednocześnie zawierające litery już nawiązujące do nowego stylu (według Lamaire wskazuje to na 60–70 n.e.).

Według jego wyliczeń w Jerozolimie w tym okresie mogło żyć około 20 osób imieniem Jakub, którzy mogli mieć ojca Józefa i brata o imieniu Jezus. Według tradycji na urnach tego typu bardzo rzadko podawano imię innej osoby z rodziny niż tylko ojca. Za każdym razem musiała być to postać w jakiś sposób znacząca i ważna. Naturalnym skojarzeniem według Lemaire jest więc odniesienie do Jezusa Chrystusa. Józef Flawiusz w dziele Dawne dzieje Izraela wspomina o śmierci „(...) Jakuba, brata Jezusa zwanego Chrystusem (...)” w roku 62 n.e. Ponieważ obrządek pogrzebowy wymagał roku przygotowań do złożenia kości w ossuarium, stąd Lemaire mówi o roku 63.
Jednak od początku pojawiały się wątpliwości. Polski archeolog Zdzisław Kapera, w artykule „Problem datowania i interpretacji tak zwanego ossuarium Jakuba syna Józefa brata Jezusa” zapytuje:
- czemu inskrypcja nie jest po tej samej stronie co rozety (tam powinna się znajdować)?
- czemu pokrywa ossuarium nie pasuje do niego dokładnie?
- czy ossuarium na pewno pochodzi z lat 60. I wieku? wydatowane jest na podstawie tekstu Józefa Flawiusza i mało przekonującym wyliczeniu prawdopodobieństwa, opartym na wątpliwych danych;
- tylko jeden naukowy argument potwierdza wiarygodność obiektu – jest nim wynik badań geologicznych potwierdzających jerozolimskie pochodzenie obiektu

Rochelle I. Altman – specjalistka w zakresie historii piśmiennictwa, stwierdziła, że słowa „brat Jezusa” zostały wykonane najprawdopodobniej inną ręką, odrobinę innym stylem niż reszta inskrypcji.
W roku 2003 komisja Izraelskiego Departamentu do spraw starożytności potwierdziła to twierdzenie, datując ostatnie słowa napisu na rok 2000. Patynę, którą były pokryte, uznano za spreparowaną.

## Nowe ustalenia
W ponad dwa lata po oskarżeniu Odeda Golana jego adwokaci ujawnili nowy dowód mający świadczyć, że napis nie został wyryty około 2000 roku. Są to zdjęcia ossuarium, na których widać inskrypcję. Zgodnie z pieczęcią na ich odwrocie zrobiono je w marcu 1976 roku. Autentyczność zdjęć potwierdził na zlecenie obrony były ekspert FBI.
W 2005 roku nowe badania ossuarium przeprowadził prof. Wolfgang E. Krumbein z Uniwersytetu w Oldenburgu – specjalista w zakresie geologii, geochemii i mikrobiologii. Stwierdził on, że napis na ossuarium nie może być współczesnym fałszerstwem, ponieważ „musiało minąć minimum 50–100 lat, aby powstał charakterystyczny skład patyny, której ślady istnieją wewnątrz napisu”. Prof. Wolfgang Krumbein zbadał patynę w innych miejscach ossuarium i stwierdził, że jest identyczna z tą, która występuje wewnątrz napisu, a zatem napis jest tak stary jak sarkofag, zaś sarkofag jest bez wątpienia starożytny. Prof. Krumbein napisał – odnosząc się do ustaleń izraelskiej komisji z 2003 r. – „Wnioski ze sprawozdania Gorena, Ayalona i ich kolegów mają swe źródło w serii błędów, pochopnych założeń, uprzedzeń, niewłaściwej metodologii, błędnej geochemii...”.

## Wyrok uniewinniający
14 marca 2012 roku, po ponad 5 latach od rozpoczęcia procesu (przesłuchano 128 świadków i zgromadzono 12 tys. stron w aktach), sąd okręgowy w Jerozolimie wydał wyrok uniewinniający Odeda Golana z zarzutu sfałszowania napisu „Jakub syn Józefa brat Jezusa” na Ossuarium Jakuba. Uzasadnienie wyroku liczy 474 strony. (W tym samym wyroku uniewinniono od zarzutu fałszowania antyków izraelskiego archeologa Roberta Deutscha).
Wyrok ten nie oznacza potwierdzenia autentyczności samego ossuarium lecz jedynie uwalnia oskarżonych od zarzutu fałszerstwa. W ten sposób sąd uznał, że kwestię potwierdzenia lub zaprzeczenia autentyczności powinny rozstrzygnąć naukowe badania ossuarium.